# Easy Virtue (película de 1928)
Easy Virtue (en España: Vida Alegre) es una película muda británica de romance de 1928 dirigida por Alfred Hitchcock y protagonizada por Isabel Jeans, Franklin Dyall e Ian Hunter.

## Argumento
Larita Filton (Isabel Jeans) está acusada de haber engañado a su marido (Franklin Dyall), juzgada por adulterio y obligada de divorciarse, pese a negarlo todo. La prensa del corazón se deleita en su historia y obliga a la joven a exiliarse en la Costa Azul. A orillas del Mediterráneo, la vida parece sonreírle nuevamente. Pronto, el joven John Whittaker (Robin Irvine) se enamora de Larita y se casan. De vuelta a Inglaterra, visita a la familia de su marido, donde se da cuenta de que su pasado sigue pasando factura.

## Reparto
- Isabel Jeans - Larita Filton
- Franklin Dyall - Aubrey Filton
- Eric Bransby - Claude Robson
- Ian Hunter - Mr. Greene
- Robin Irvine - John Whittaker
- Frank Elliott - Coronel Whittaker
- Violet Farebrother - Mrs Whittaker